# Hippolyte obliquimanus
Hippolyte obliquimanus är en kräftdjursart som beskrevs av James Dwight Dana 1852. Hippolyte obliquimanus ingår i släktet Hippolyte och familjen Hippolytidae. Inga underarter finns listade i Catalogue of Life.